# Никифор Ісихаст
Никифор Ісихаст, Никифор Монах (грец. Νικηφόρος ο Μονάζων), або також Никифор Самітник — афонський монах, родом з Італії, автор ряду творів із практики ісихазму, в тому числі психо-соматичних. Один із авторів відомого збірника «Добротолюбіє» (грец. "Φιλοκαλία"). Був попередником Григорія Синаїта та Григорія Палами. Аналіз творів Никифора був одним із предметів «ісихастських суперечок» XIV століття, зокрема диспуту Григорія Палами з Варлаамом Калабрійським.

## Життєпис
Народився Никифор на початку XIII століття в Італії. Досі не відомо, чи був Никифор раніше латинянином, який перейшов у православ'я, чи будучи православним, покинув Італію з огляду на поширення там хибних догм (грец. κακoδoξια). В останньому випадку, міг походити із грецького середовища, котре в Італії піддавалось латинізації, але зберегло елементи своєї культури та обряду. Ймовірно, місцем його походження, або перебування в Італії була Калабрія, де жили також грекомовні монахи у віддалених і недоступних місцях. Близько 1240 року оселяється на Афоні. У 1261 році ромеї повертають собі контроль над Константинополем, та ліквідують Східну латинську імперію. В результаті, папа та ряд латинських володарів починають підготовку до військової кампанії із повторного завоювання візантійської столиці. З метою нейтралізувати ці наміри, василевс Михаїл VIII Палеолог починає переговори про унію між Західною та Східною церквами. У 1274 році була укладена Ліонська унія, котра отримала негативну оцінку візантійського духовенства та значної частини віруючих. Никифор був одним із категоричних критиків унії, за що, відповідно до розповіді Григорія Палами, його ув'язнили та відправили у вигнання.

## Спадщина
Никифор Ісихаст є автором практичних настанов із ісихастської практики, зокрема він зупиняється на таких категоріях як "чування", "пильність" (грец. νήψις), що передбачає постійну готовність та витривалість у готовності до дії. Крім того, Никифор описує (необов'язкову) психо-соматичну  методику дихання під час молитви, котра має на меті сконцентрувати свідомість на серці, що посилює пильність. Стиль викладу простий і практичний. 
На ранньому етапі "ісихастських суперечок" твори Никифора стали об'єктом критики та іронії Варлаама Калабрійського, котрий критикуючи практики ісихазму, намагався послабити позиції свого опонента Григорія Палами. Палама, однак, став на захист спадщини Никифора, відзначаючи його щирість та практичний духовний досвід, який він вважав ціннішим за філософську освіту та знання античних авторів.